# Atopomorpha singularis
Atopomorpha singularis är en fjärilsart som beskrevs av W. Warren 1889. Atopomorpha singularis ingår i släktet Atopomorpha och familjen nattflyn. Inga underarter finns listade i Catalogue of Life.